# Sándor Kovács
Sándor Kovács (ur. 21 maja 1948) – węgierski kierowca motocyklowy i wyścigowy.

## Kariera
Dwukrotnie był motocyklowym mistrzem Węgier: w 1971 roku w klasie 250 cm³, a w roku 1973 w klasie 500 cm³. Następnie rywalizował samochodami wyścigowymi, ścigając się m.in. w Pucharze Pokoju i Przyjaźni. W 1981 roku zajął czwarte miejsce w klasyfikacji generalnej Pucharu.